# Erechthias trichodora
Erechthias trichodora är en fjärilsart som beskrevs av Edward Meyrick 1911. Erechthias trichodora ingår i släktet Erechthias och familjen äkta malar.
Artens utbredningsområde är Seychellerna. Inga underarter finns listade i Catalogue of Life.